# 錫維里耶
錫維里耶（法語：Siviriez，法語發音：[siviʁje]）是瑞士弗里堡州的一个市镇，位於該國西部，面積20.28平方公里，海拔高度777米，截至2018年12月31日总人口为2,238人。

## 地名
该地名“Siviriez”为法语名，《世界地名翻译大辞典》与《世界地名译名词典》误将其当作德语名而误译作“锡维里茨”。

## 外部連結
- Official website （页面存档备份，存于） （法文）